# Why Hasn't Everything Already Disappeared?
Why Hasn't Everything Already Disappeared? je osmé studiové album americké rockové skupiny Deerhunter. Vydáno bylo 18. ledna 2019 společností 4AD. Na produkci alba se kromě členů kapely podíleli Cate Le Bon, Ben H. Allen a Ben Etter. Umístilo se na 192. příčce americké hitparády Billboard 200. Lépe se mu vedlo v Britské albové hitparádě, kde se dostalo až na 89. místo.

## Seznam skladeb
1. Death in Midsummer – 4:22
2. No One’s Sleeping – 4:26
3. Greenpoint Gothic – 2:02
4. Element – 3:00
5. What Happens to People? – 4:16
6. Détournement – 3:26
7. Futurism – 2:52
8. Tarnung – 3:08
9. Plains – 2:13
10. Nocturne – 6:25

## Obsazení
Deerhunter
- Bradford Cox - zpěv, kytara, syntezátor, perkuse, bicí, klavír, klávesy, pásky, mandolína
- Lockett Pundt – kytara, varhany, klavír, mandolína, cembalo, syntezátor, zpěv
- Moses Archuleta – bicí, syntezátor, mandolína
- Josh McKay – baskytara, marimba, klavír, kontrabas, elektrické piano, zvony
- Javier Morales – klavír, elektrické piano, tenorsaxofon, marimba, basový syntezátor, basklarinet, kontrabas

Ostatní hudebníci
- Cate Le Bon – cembalo, zpěv, mandolína
- Tim Presley – kytara
- Ben H. Allen III – basy
- Ian Horrocks – kontrabas
- James Cox – zpěv